# Маслове (Березівський район)
Ма́слове — село Іванівської селищної громади Березівського району Одеської області в Україні. Населення становить 48 осіб. Орган місцевого самоврядування - Іванівська селищна громада.

## Населення
Згідно з переписом 1989 року населення села становило 76 осіб, з яких 37 чоловіків та 39 жінок.
За переписом населення 2001 року в селі мешкало 48 осіб.

### Мова
Розподіл населення за рідною мовою за даними перепису 2001 року:
| Мова       | Відсоток |
| ---------- | -------- |
| українська | 79,17 %  |
| румунська  | 12,5 %   |
| гагаузька  | 4,17 %   |
| болгарська | 2,08 %   |
| російська  | 2,08 %   |